# Steffie Kouters
Steffie Kouters (1965) in een Nederlandse journaliste uit Breda. 
Steffie Kouters schrijft voor de Volkskrant vaak persoonlijke interviews. Voor haar boek Daar praat ik niet over interviewde zij onder anderen Mart Smeets, Rita Verdonk en Jan Marijnissen. Voor haar interview met voetbaltrainer Louis van Gaal in Volkskrant Magazine won ze De Gouden Luis van 2006. De journalistenprijs werd dat jaar voor het eerst uitgereikt op initiatief van Fontys Hogeschool Journalistiek in Tilburg. Haar interview met Nina Brink en Pieter Storms leverde haar een nominatie op voor De Luis 2009.